# Critoniopsis jalcana
Critoniopsis jalcana là một loài thực vật có hoa trong họ Cúc. Loài này được (Cuatrec.) H.Rob. mô tả khoa học lần đầu tiên vào năm 1993.